# Spirama nyctea
Spirama nyctea là một loài bướm đêm trong họ Erebidae.